# Richard Posner
Richard Allen Posner (11 de enero de 1939, Nueva York) es abogado estadounidense y juez en la Corte de Apelaciones del séptimo circuito, en Chicago, Estados Unidos. Es además, profesor en la Escuela de Derecho de la Universidad de Chicago y uno de los principales exponentes del movimiento del Análisis Económico del Derecho.
Posner es autor de aproximadamente 40 libros sobre teoría jurídica, filosofía del derecho y otros temas, que incluyen The Problems of Jurisprudence; Sex and Reason; Overcoming Law; Law, Pragmatism and Democracy; Economic Analysis of Law; y The Problematics of Moral and Legal Theory. Según la Journal of Legal Studies, Posner es el jurista más citado de todos los tiempos. En 1999, el New York Times lo identificó como uno de los más respetados jueces en los Estados Unidos.